# Tschiertschen
Tschiertschen ([tʃiə̯rtʃən]ⓘ) ist eine Ortschaft in der Bündner Gemeinde Chur.
Bis zum 31. Dezember 2008 bildete das Dorf eine eigenständige politische Gemeinde, von 2009 bis 2024 gehörte sie zur Gemeinde Tschiertschen-Praden.

## Geographie

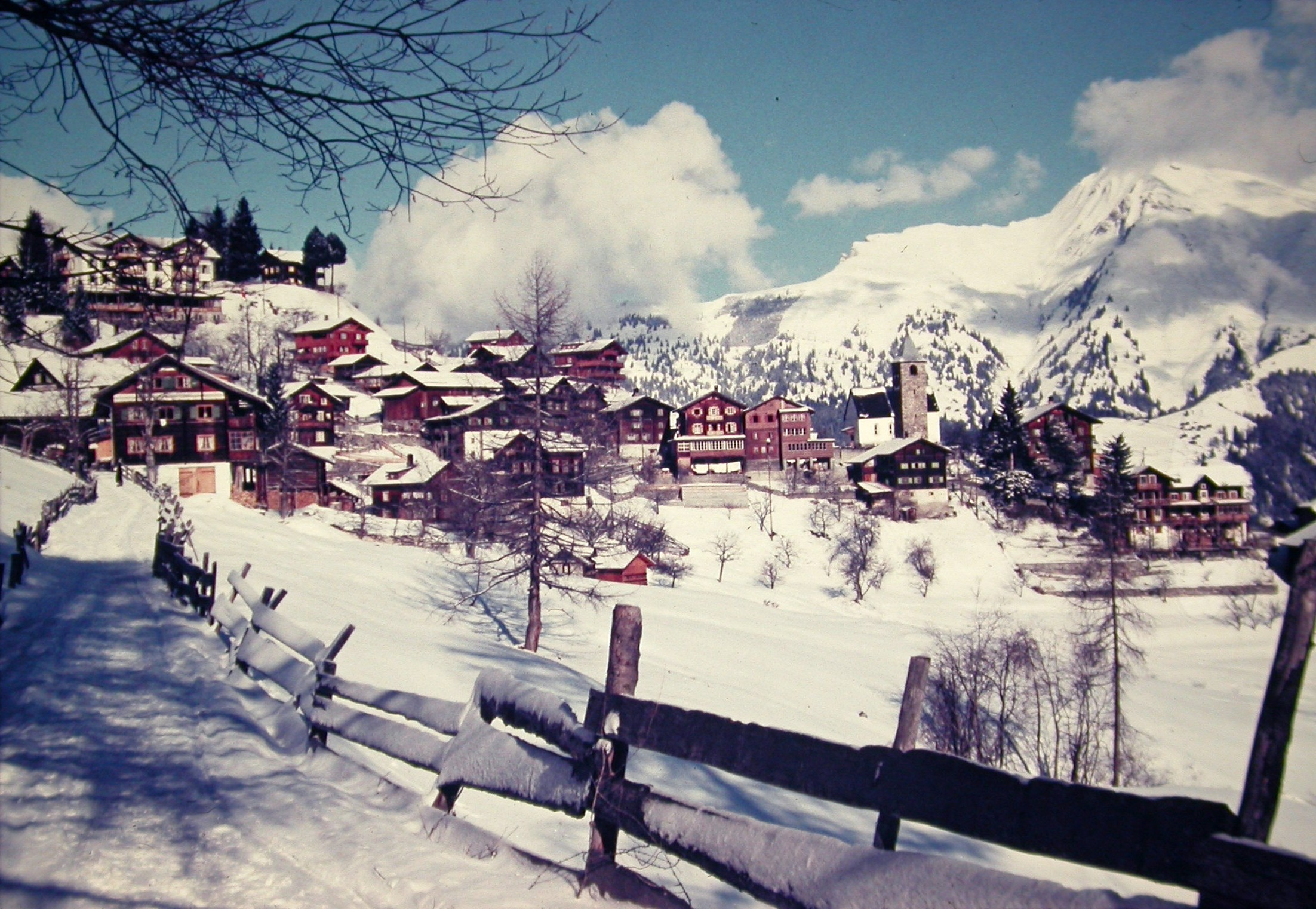
Tschiertschen im Winter 1957

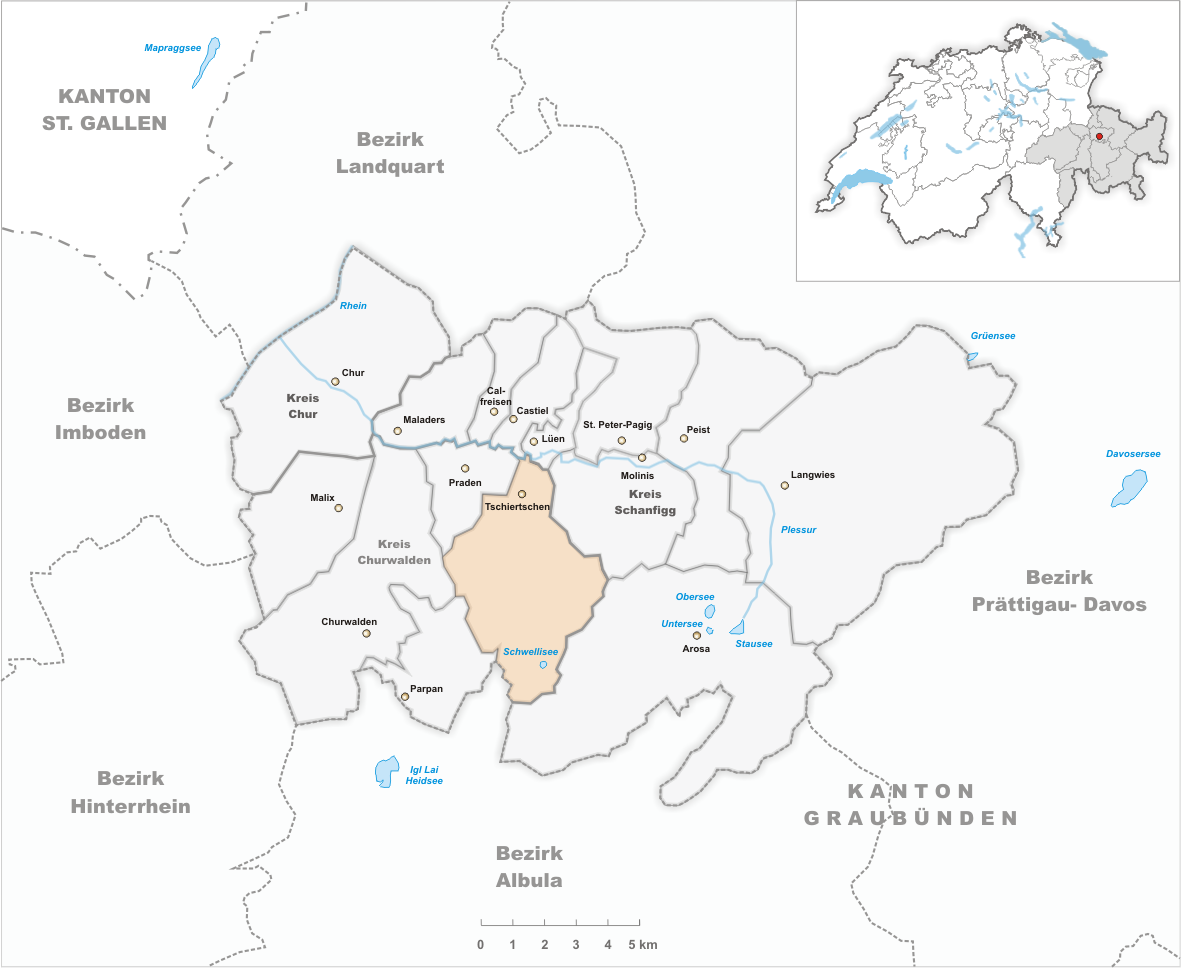
Gemeindestand vor der Fusion am 1. Januar 2009

Historisches Luftbild von Werner Friedli (1949)

Tschiertschen liegt auf der linken, südlichen Talseite des Schanfiggs, sieben Kilometer südöstlich von Chur. Das Gemeindegebiet erstreckt sich von der tief eingeschnittenen Plessur (770 m ü. M.) bis zu den Gipfeln der Weisshornkette. Am Flusslauf selbst hat Tschiertschen nur auf wenigen hundert Metern zwischen den Mündungen von Pajüelbach und Sagenbach Anteil; hangaufwärts verbreiterte sich das Territorium der ehemaligen Gemeinde jedoch rasch und umfasste fast das gesamte Einzugsgebiet der beiden Bäche, wobei sich das Sagenbachtal auf Kote 1320 in die beiden Quelltäler Farur und Urden verzweigt. Die östliche Begrenzung verlief vom Aroser Weisshorn (2653 m) über Plattenhorn und Tschirpen zum Parpaner Weisshorn, das den südlichsten und mit 2824 m ü. M. auch höchsten Punkt der Gemeinde markiert. Von dort führte die Grenze über das Parpaner Schwarzhorn (2683 m) zur dem Gürgaletsch (2441 m) vorgelagerten Täliflue, dem nordwestlichen Ausläufer der Lenzer Horn-Rothorn-Kette. Zur Gemeinde gehörten neben dem Haufendorf Tschiertschen, zwischen Pajüel- und Sagenbach am nach Nordosten abfallenden Hang gelegen, auch die Hofgruppen Clüs, Fups und Furgglis sowie die Alpsiedlungen im Farur- und Urdental.
Nachbargemeinden waren vor der Fusion Praden, Lüen, Molinis, Arosa, Vaz/Obervaz, Parpan und Churwalden.

## Geschichte
Römischer Münzfund. Der Ende des 8. Jahrhunderts als Cercene erwähnte Ort war eine frühe romanische Siedlung mit dem Nachweis von Ackerbau. Die 1222 erwähnten Besitzungen des Klosters Churwalden erklären die Ausrichtung über das Joch  in westlicher Richtung und die Zugehörigkeit zur Herrschaft Strassberg. Als deren Inhaber werden 1275 die Vazer genannt, nach 1338 die Toggenburger, Montforter und Matscher. Das aus der Herrschaft Strassberg entstandene Gericht Churwalden mit der Nachbarschaft Tschiertschen schloss sich 1436 dem Zehngerichtenbund an.
Kirchlich gehörte Tschiertschen zu St. Georg in Castiel. Die Kapelle St. Jakob und Christoph wird 1405 erstmals erwähnt. Ab 1472 war ein Priester für die Pfarrei zuständig. Das Dorf trat zur Reformation über und verfügte ab 1550 über eine Pfarrkirche. Um 1570 wurde Tschiertschen durch den Zuzug von Walsern germanisiert. 1649 erfolgte der Auskauf der österreichischen Rechte, die ab 1466 bestanden hatten. Die 1893 bis 1894 erstellte Fahrstrasse brachte einen touristischen Aufschwung, der sich mit dem Bau von Skiliften ab 1952 wiederholte. 2003 gab es in Tschiertschen 164 Hotelbetten und 314 Betten in der Parahotellerie.
Per 1. Januar 2009 fusionierte Tschiertschen mit der Gemeinde Praden zur Gemeinde Tschiertschen-Praden, die ihrerseits am 1. Januar 2025 mit Chur fusionierte.

## Wappen
| Wappen von Tschiertschen | Blasonierung: «In Blau ein goldener Pfahl, belegt von einem sechsstrahligen blauen Stern, beseitet von zwei goldenen Ähren.» |
| Wappen von Tschiertschen | Nach dem Gemeindesiegel von 1825, das einen gespaltenen Schild mit einem Stern in gewechselten Farben zeigte. Der Stern ist das Wappenbild des Kreises Churwalden, dem auf Wunsch der Gemeinde die Ähren hinzugefügt wurden. Farben des Zehngerichtenbundes. |

## Bevölkerung
Tschiertschen zählt rund 220 mehrheitlich reformierte Einwohner. Der Grossteil der Bevölkerung lebt direkt oder indirekt vom Tourismus, hauptsächlich in der Wintersaison.
| Jahr          | 1803 | 1850 | 1900 | 1950 | 2000 | 2005 | 2007 |
| Einwohnerzahl | 130  | 124  | 139  | 174  | 225  | 219  | 212  |

## Wirtschaft und Infrastruktur
Im Dorf gibt es eine Primarschule, ein evangelisches Pfarramt, das Büro der Fremdenverkehrsorganisation Schanfigg-Tourismus, zwei Hotels und eine Mehrzweckhalle.
Enge Beziehungen bestanden schon vor der Fusion traditionell zur Nachbargemeinde Praden. Gemeindeverwaltung, Feuerwehr und Schulverband wurden gemeinschaftlich organisiert.

### Verkehr

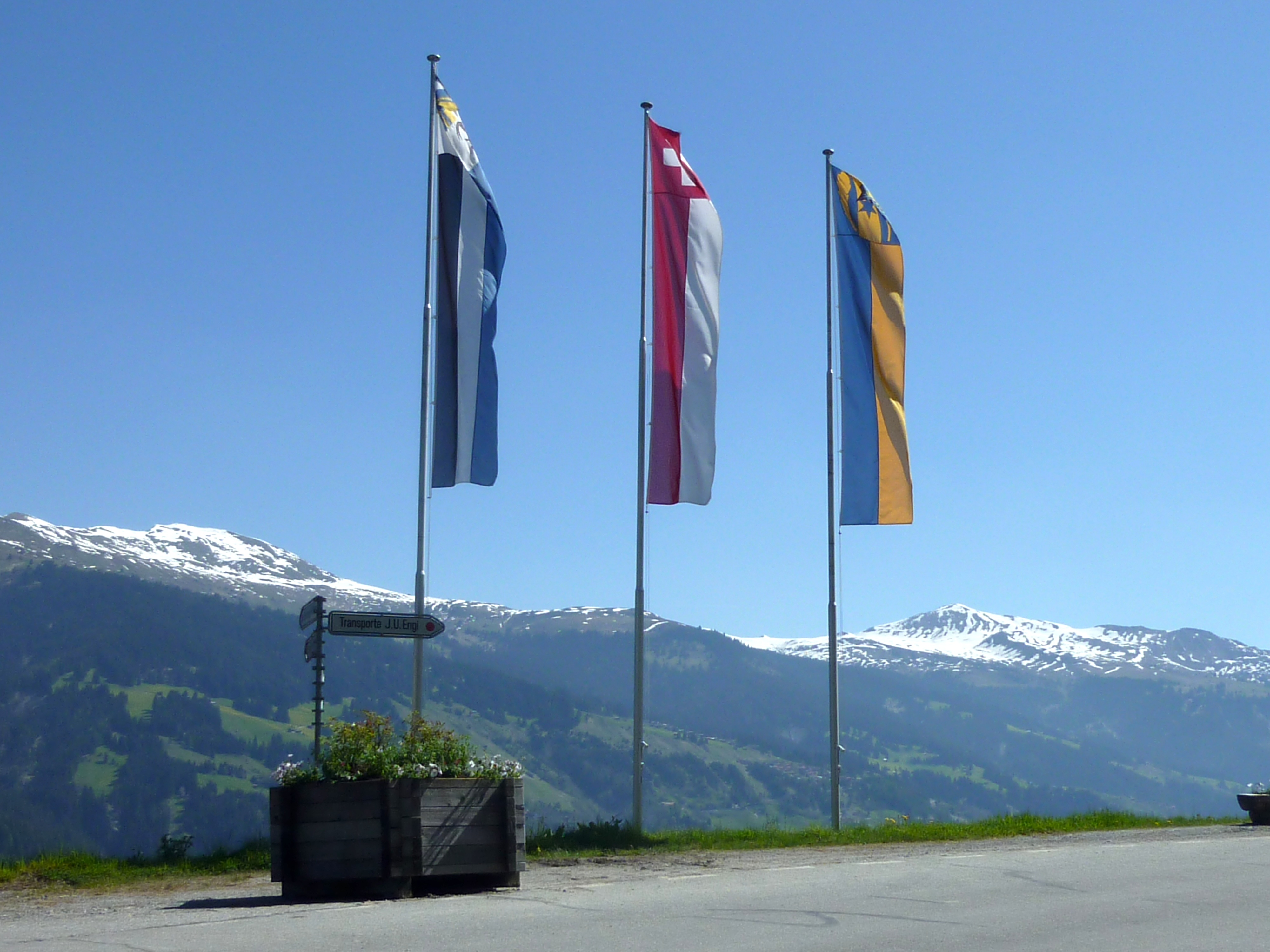
Fahnen am Dorfeingang

In den Jahren 1893–1894 wurde die Tschiertscherstrasse von Chur über Passugg und Praden nach Tschiertschen gebaut. Die Gemeinde ist mit der Postautolinie Chur–Tschiertschen ans Netz des öffentlichen Verkehrs angeschlossen.

### Skigebiet
Hauptartikel: Skigebiet Tschiertschen

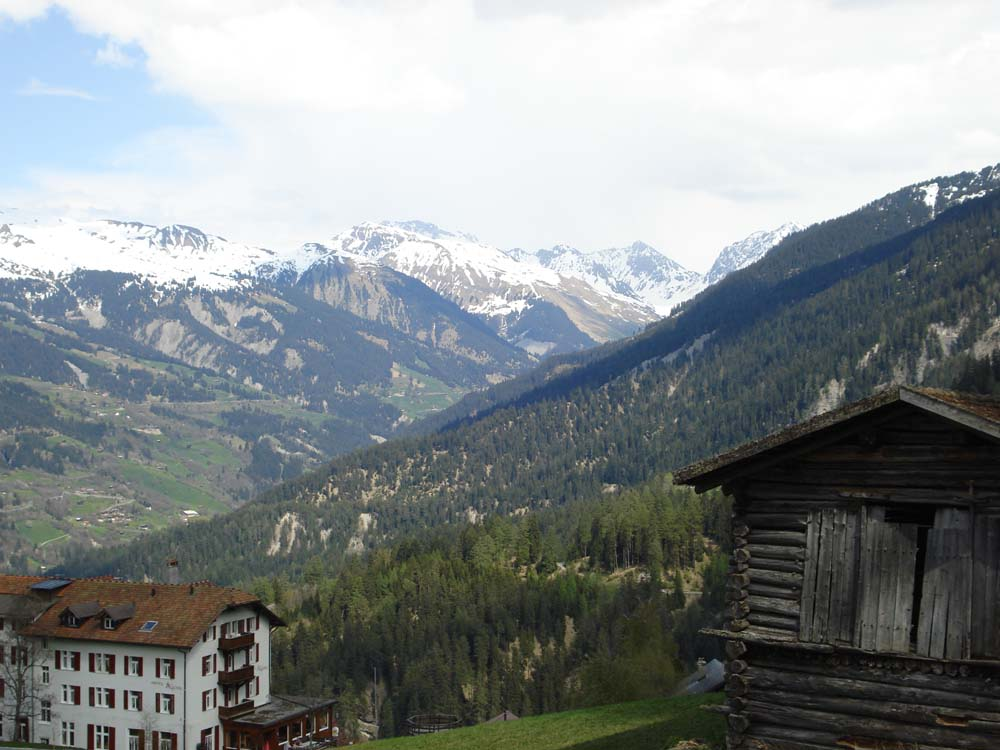
Blick von Tschiertschen aus ins Schanfigg

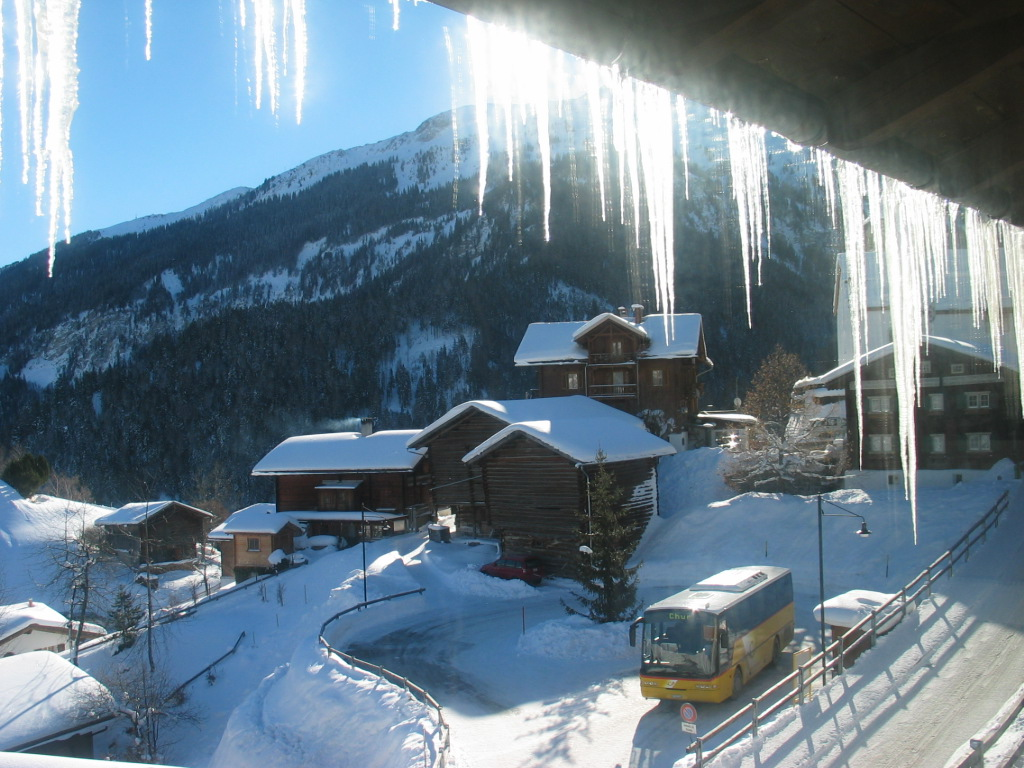
Tschiertschen im Winter

Das Skigebiet Tschiertschen bietet im Winter 25 Pistenkilometer, der höchste Punkt des Skigebiets ist der 2441 m hohe Gürgaletsch, der etwas mehr als 1000 Höhenmeter über der Talstation im Dorf liegt. Zwei 2001 eröffnete Vierersesselbahnen von Leitner (Waldstafel und Hüenerchöpf) und zwei Skilifte aus dem Jahr 1978 von Von Roll (Gürgaletsch und Jochalp) erschliessen die Pisten, an der Sesselbahn Waldstafel befindet sich eine 3 Kilometer lange Schlittelbahn.
Die auf den Winter 2013/14 umgesetzte Skigebietsverbindung Arosa – Lenzerheide wurde vor Ort kontrovers diskutiert. Von den Gegnern wurden gravierende Eingriffe in die Landschaft des Farur- und Urdentals befürchtet. Die Befürworter unterstrichen demgegenüber die erheblichen touristischen Vorteile für die gesamte Region, von der auch Tschiertschen bei einem allfälligen künftigen Anschluss an diese neue Skiarena in bedeutender Weise hätte profitieren können. Seit 2019 ist erneut eine Anbindung an Arosa in Form einer Pendelbahn von Tschiertschen auf das Weisshorn mit einer Rückführpiste durch das Urdental in der Diskussion. Bei einer Bevölkerungsumfrage im August 2019 wurde von 89 % der Befragten eine Machbarkeitsstudie für das Pendelbahnprojekt gewünscht.

### Auswirkungen der globalen Erwärmung
Tschiertschen bereitet sich seit Jahren auf die drohende Insolvenz seines Skigebiets vor, die durch die globale Erwärmung dadurch zu einer realen Gefahr geworden ist, da immer weniger Schnee fällt. Als traditionelle Wintersportgemeinde ist die Gemeinde seit Jahrzehnten vom Skifahren geprägt, sieht sich mittlerweile jedoch mit finanziellen Schwierigkeiten konfrontiert, da die Einnahmen aus dem Skibetrieb die Kosten für Liftanlagen, Pistenpflege, Ausrüstung und Personal nicht decken können. Eine aussergewöhnliche Spendenaktion rettete das Skigebiet vorerst, indem doppelt so viel Geld gesammelt wurde wie benötigt, was den Betrieb für die nächsten zehn Jahre sichern könnte. Dieser Fall zeigt, wie sich Gemeinden gegen die negativen Auswirkungen des Klimawandels auf den Wintersport zur Wehr setzen, auch wenn die Zukunft vieler Skigebiete in Europa weiterhin unsicher bleibt.

## Sehenswürdigkeiten
Holzhäuser in der walserischen Bautradition prägen den kompakten Dorfkern. Typisch für Tschiertschen sind die an nahezu sämtlichen älteren Häusern unter dem jeweiligen Dachgiebel kunstvoll aufgemalten Haussprüche, die fast alle der Bibel entnommen sind.
Die reformierte Kirche ist ein gotischer Bau des 15. Jahrhunderts. Erwähnt 1405; Chorgewölbe wohl Anfang 15. Jahrhundert, Turm letztes Viertel 15. Jahrhundert; renoviert 1897 und 1951; restauriert aussen 1979–1980 und 1991.
Das historische Sägewerk Sagi Tschiertschen wird vom Wasser des Sagäbachs angetrieben. Das Sägewerk wurde 1920 erbaut und 1989 renoviert. Demonstrationen erfolgen im Mai–September.

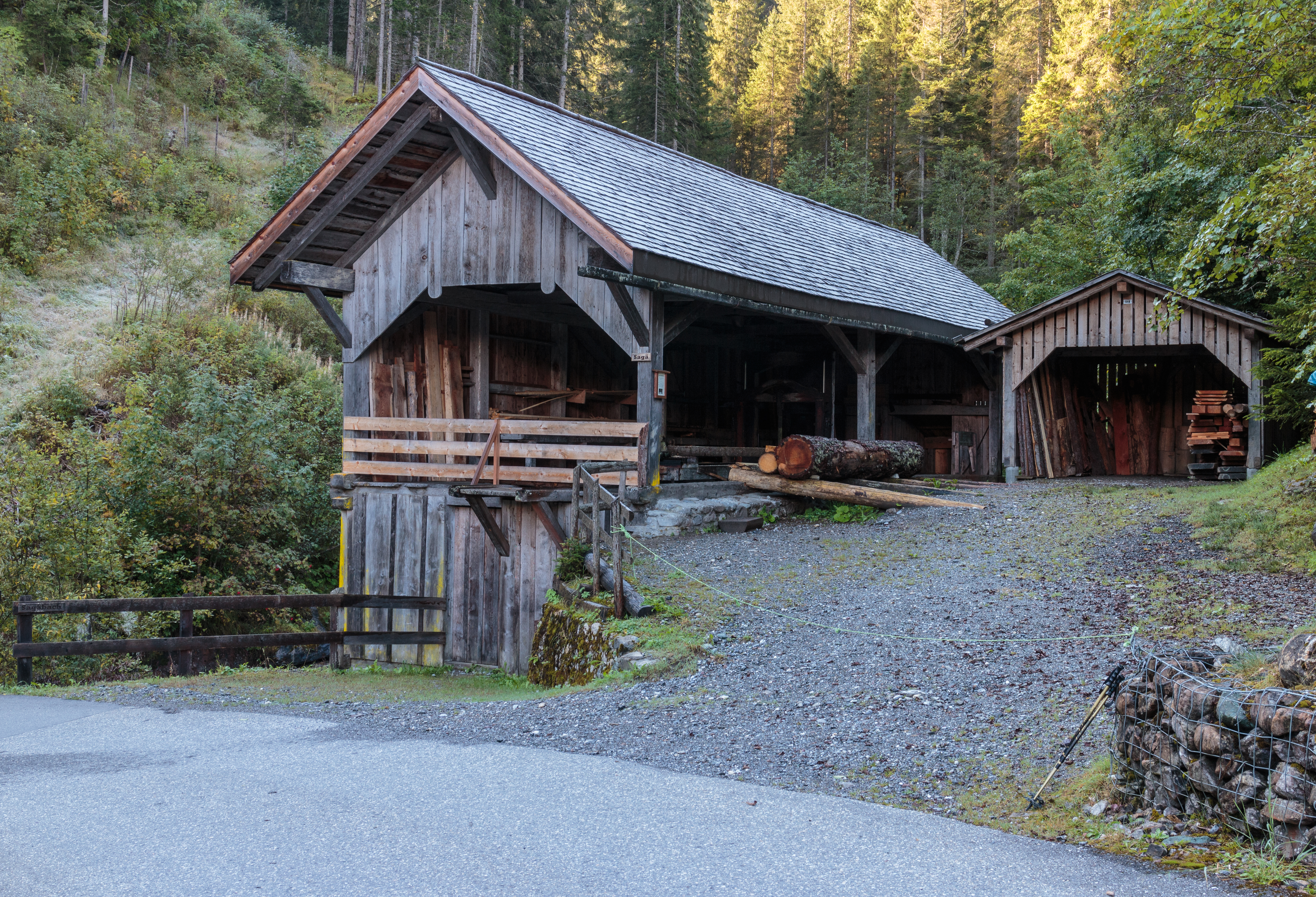
Gebäude
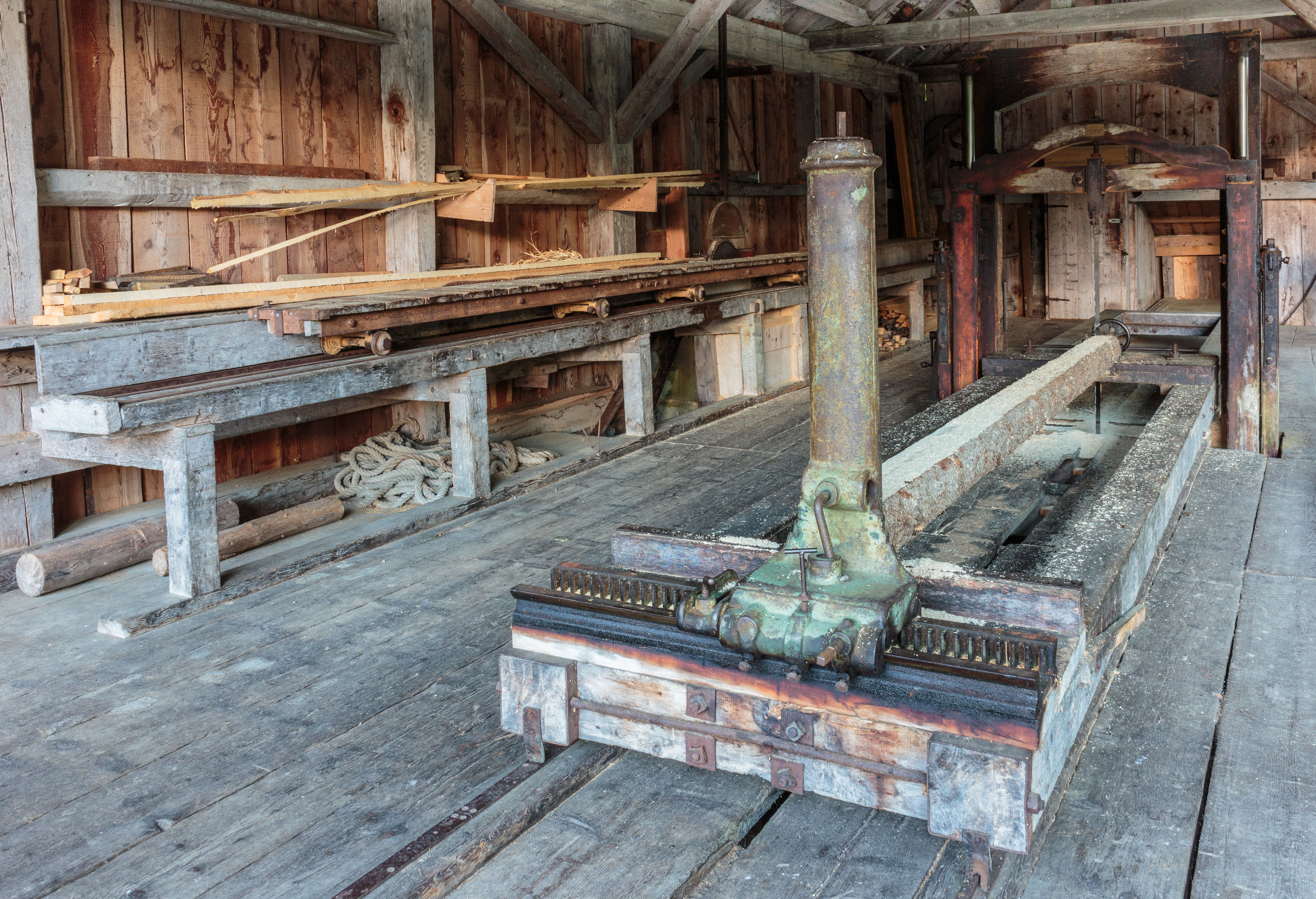
Holzsägemaschine
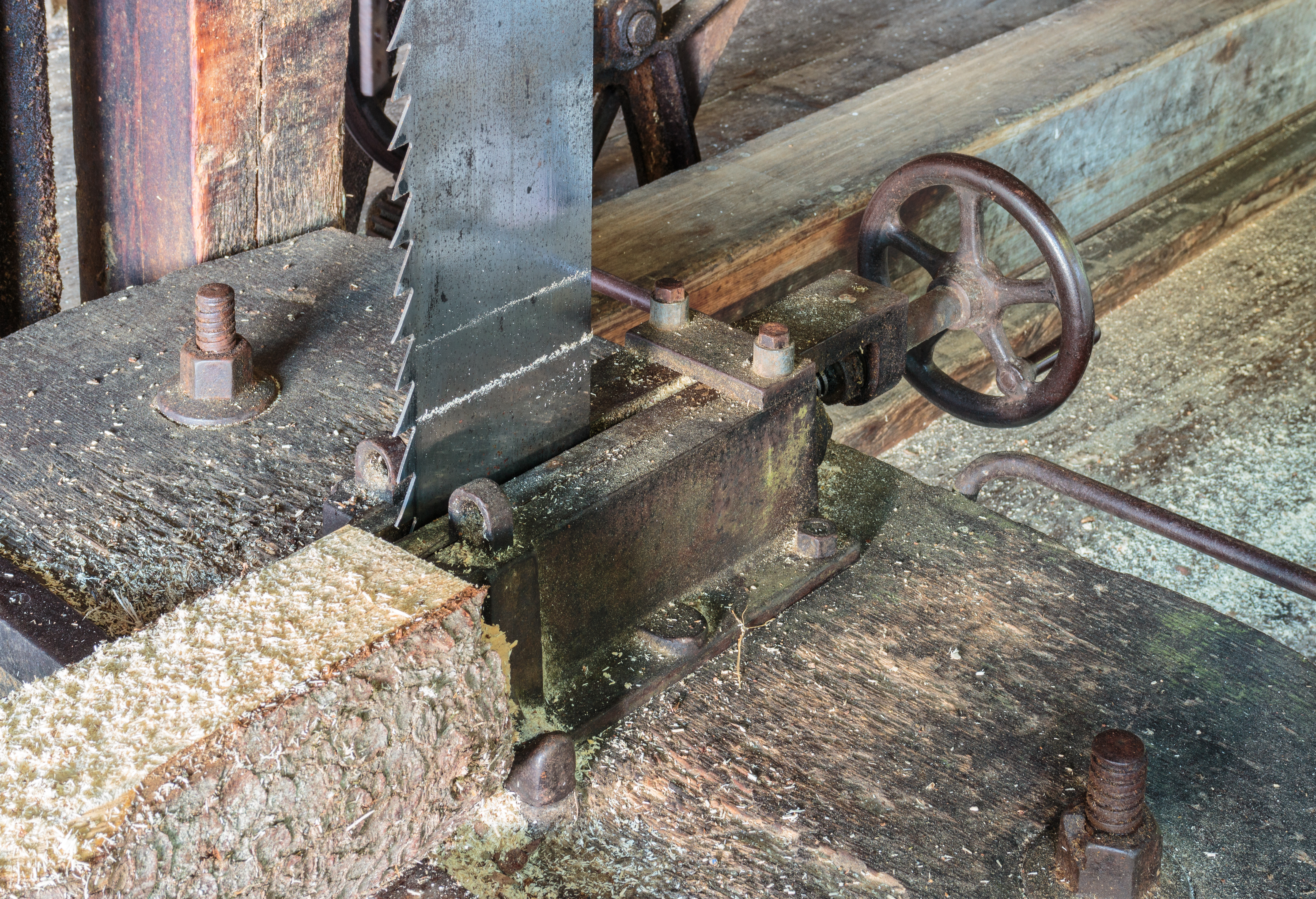
Holzsägemaschine Detail
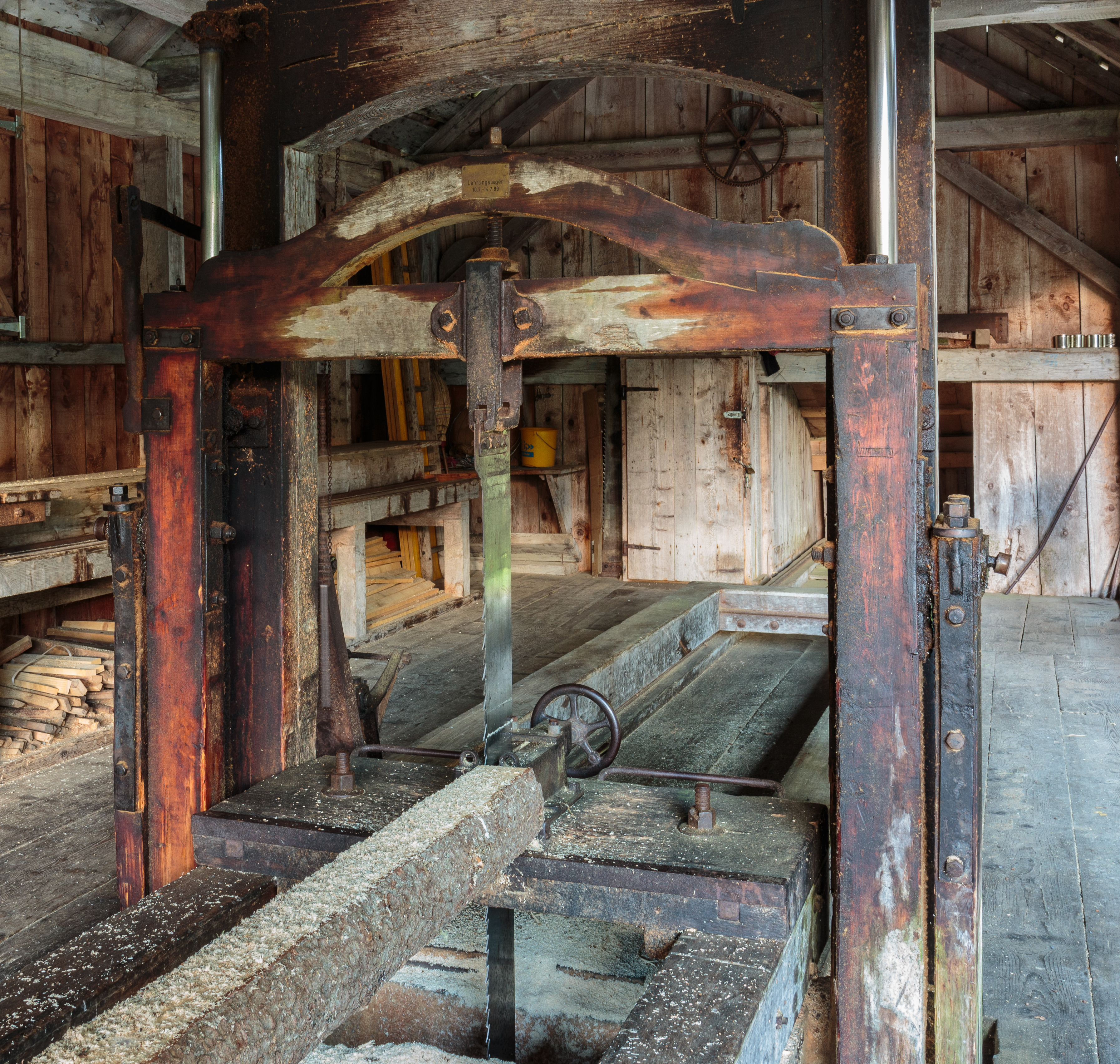
Holzsägemaschine Detail

## Persönlichkeiten
- Georg Jäger (* 1943), Gründer des Instituts für Kulturforschung Graubünden
- Peter Zinsli (* 1934; † 2011), Komponist, Kapellmeister und Schwyzerörgelispieler